# Beskydok
Beskydok (729 m) –  bezleśne, mało wybitne wzniesienie na zachodnim krańcu Gór Czerchowskich na Słowacji. Wznosi się w grzbiecie łączącym te góry z grzbietem Hromovec. Najbliższe wzniesienie Hromovca to Hrádok (637 m). Przez bezleśną przełęcz między Beskydokiem a Hrádokiem prowadzi droga krajowa nr 68 (odcinek z Ľubotína do Lipan).
Zbudowany z wapieni Beskydok pokrywają łąki. Tuż poniżej niego znajdują się wapienne skały Spiací mních. Zarówno Beskydok, jak i Spiací mních pod względem geologicznym należą do Pienińskiego Pasa Skałowego (Pieninské bradlové pásmo). W podziale fizycznogeograficznym Słowacji znajdują się w obrębie Gór Czerchowskich (u ich południowo-zachodniego podnóża opadającego do Šariša (podregion: Ľubotínska pahorkatina).